# Sturmtief Anita
Das Sturmtief Anita war ein schweres Unwetter in Form einer langgezogenen Derecho-Gewitterlinie, die Teile Deutschlands am 10. Juli 2002 heimsuchte. Besonders schwer wurde Berlin getroffen, wo allein 8 Tote und mehr als 80 Verletzte zu beklagen waren.

## Wetterlage
Zur Bildung des starken Sturmtiefs Anita trug eine Kaltfront bei, bei der es zu starken Temperaturunterschieden kam. So herrschten zwischen Köln mit nur noch 19 °C und Berlin, das zur selben Zeit noch 34 °C meldete, starke Temperaturgegensätze. In deren Folge zog eine mehr als 400 km breite Unwetterlinie in Nordostrichtung über Deutschland.

## Auswirkungen
Durch das Unwetter bildeten sich an mehreren Orten Tornados der Stärke 1–2. So gab es unter anderem in Unshausen, Zühlsdorf, Wandlitz, Bergfelde, Glienicke/Nordbahn und Bad Saarow bestätigte Tornados sowie ungefähr 15 Verdachtsfälle. An vielen Orten verursachten auch starke Downbursts große Schäden.

### Berlin
Um 20 Uhr erreichte das Sturmfeld das Stadtgebiet. Vor allem Filmaufnahmen vom Breitscheidplatz mit umherwirbelnden Sonnenschirmen fanden auch noch Jahre später großes Medieninteresse. Im selben Bereich wurde ein Bus der Berliner Verkehrsbetriebe durch einen herabstürzenden Ast stark beschädigt und mehrere Fahrgäste wurden verletzt.
Auf der Wannseeinsel Schwanenwerder wurden zwei Jugendliche eines Zeltlagers mehrerer Jugendfeuerwehren von herabfallenden Ästen und umstürzenden Bäumen erschlagen. Am selben Tag waren auch 17 Halbwaisen der Terroranschläge des 11. September 2001 als Gäste des Berliner Feuerwehrleiters anwesend; sie hatten kurz vor dem Unwetter die Insel verlassen.
In Wilmersdorf wurde ein Golfer, der in einer Hütte Schutz vor dem Unwetter gesucht hatte, mit ihr durch die Luft gewirbelt und schwer verletzt. In Reinickendorf wurde ein Mann in seinem Kleingarten tödlich verletzt sowie in Niederschönhausen ein weiterer Mann von einem Ast erschlagen.
Um 20:15 Uhr verhängte die Feuerwehr Berlin den Ausnahmezustand.
Das Unwetter erforderte 2000 Einsätze der Berliner Feuerwehr. Mehr als 2500 Bäume wurden durch die Sturmböen umgeweht.
In Berlin wurden Spitzenböen mit 120 km/h gemessen, jedoch könnten dem Schadensbild zufolge einzelne Böen bis zu 150 km/h erreicht haben.

### Brandenburg
In Bugk wurde ein Mann in einem Buswartehäuschen von einem herabstürzenden Ast erschlagen. In Storkow wurde eine schwangere Frau in ihrem Auto durch einen umstürzenden Baum getötet, eine weitere Frau sowie ein Säugling überlebten schwer verletzt in dem Unfallauto.
Bei Mühlenbeck wurde ein Mann von einem abgerissenen Laubendach erschlagen.
An der Cargolifter-Luftschiffhalle zerriss die Hülle des Cargolifter CL75 AirCrane.

### Andere Bundesländer
In Schleswig-Holstein zerstörte das Unwetter in Büdelsdorf einen Supermarkt bis auf die Grundmauern.
In Niedersachsen wurden Teile der Getreideernte durch den Sturm zerstört.
In Mecklenburg-Vorpommern waren bis zu 90.000 Haushalte zeitweise ohne Strom, nachdem eine 220-kV-Stromleitung von bis zu 119 km/h schnellen Böen zerstört worden war. Im Kirchturm des Doms St. Nikolai in Greifswald verursachte ein Blitzschlag ein Feuer, das jedoch rechtzeitig gelöscht werden konnte, sodass es zu keinem großen Schaden kam.

## Nachwirkungen
Filmaufnahmen von dem aufziehenden Gewittersturm am Breitscheidplatz sind auch nach dem Abklingen der Berichterstattung über das Unwetter noch in den Medien präsent. Vor allem bei Reportagen oder anderen Sturmereignissen sowie Berichten über den Klimawandel sind sie ein häufiger Einspieler.